# Bivouac E. Canzio
Le bivouac E. Canzio, ou simplement bivouac Canzio, est un refuge-bivouac non gardé du massif du Mont-Blanc. Il est situé au col des Grandes Jorasses à 3 809 ou 3 818 mètres d'altitude, sur l'arête frontière entre la France et l'Italie.
Propriété du Club alpin académique italien (CAAI), il a été construit en 1961, en remplacement du bivouac Città di Monza qui datait de 1950. Il a été nommé en l'honneur d'Ettore Canzio, fondateur du CAAI. Il s'agit d'une structure en acier et bois doublé de zinc de 3 m2. D'une capacité de 6 couchages, il sert principalement d'étape pour les alpinistes engagés dans la traversée arêtes de Rochefort-Grandes Jorasses. Il peut s'atteindre soit depuis le téléphérique de la pointe Helbronner et le refuge Torino par les arêtes de Rochefort, soit depuis le Montenvers, en remontant la Mer de Glace, le glacier de Leschaux et le glacier du Mont-Mallet.